# Сизиф (Критий)
«Сизиф» (др.-греч. Σίσυφος) — сатировская драма, написанная в конце V века до н. э. Её авторство приписывается Критию, некоторые исследователи считают, что пьесу написал Еврипид.

## Сюжет и авторство
Заглавный герой пьесы — мифологический царь Коринфа Сизиф, образец хитреца и обманщика, жестоко наказанный богами за своё нечестие. Сохранился только один фрагмент, процитированный Секстом Эмпириком. В нём рассказывается о мудреце, который в глубокой древности придумал богов, чтобы страх перед ними заставлял плохих людей подчиняться законам. Исследователи констатируют, что здесь проявилась одна из важных черт мировоззрения автора пьесы Крития — образованного аристократа, софиста, ставшего тираном: он считал оправданными насилие и ложь, если таковые исходят от мудрого индивида и направлены на благо общества.
Согласно одной из гипотез, «Сизиф» стал последней частью драматического цикла, созданного Критием вскоре после возвращения в Афины из изгнания и включавшего трагедии «Пирифой», «Радамант» и «Тенн». Однако некоторые источники называют три пьесы Крития необоснованно приписанными Еврипиду. В связи с этим в историографии появилась прямо противоположная по смыслу гипотеза о том, что «Сизиф» в действительности создан Еврипидом. Есть мнение, что фрагмент, приведённый Секстом Эмпириком, был частью сатировской драмы Еврипида «Автолик».
Исследователи считают «Сизифа» самым ранним высказыванием о религии как политическом изобретении; подход драматурга позже был развит историком Полибием. Карл Поппер в книге «Открытое общество и его враги» отметил «поразительное» сходство между фрагментом пьесы и взглядами близкого родственника Крития Платона, которые он развивал в двух диалогах.